# Victor Charles Hanot

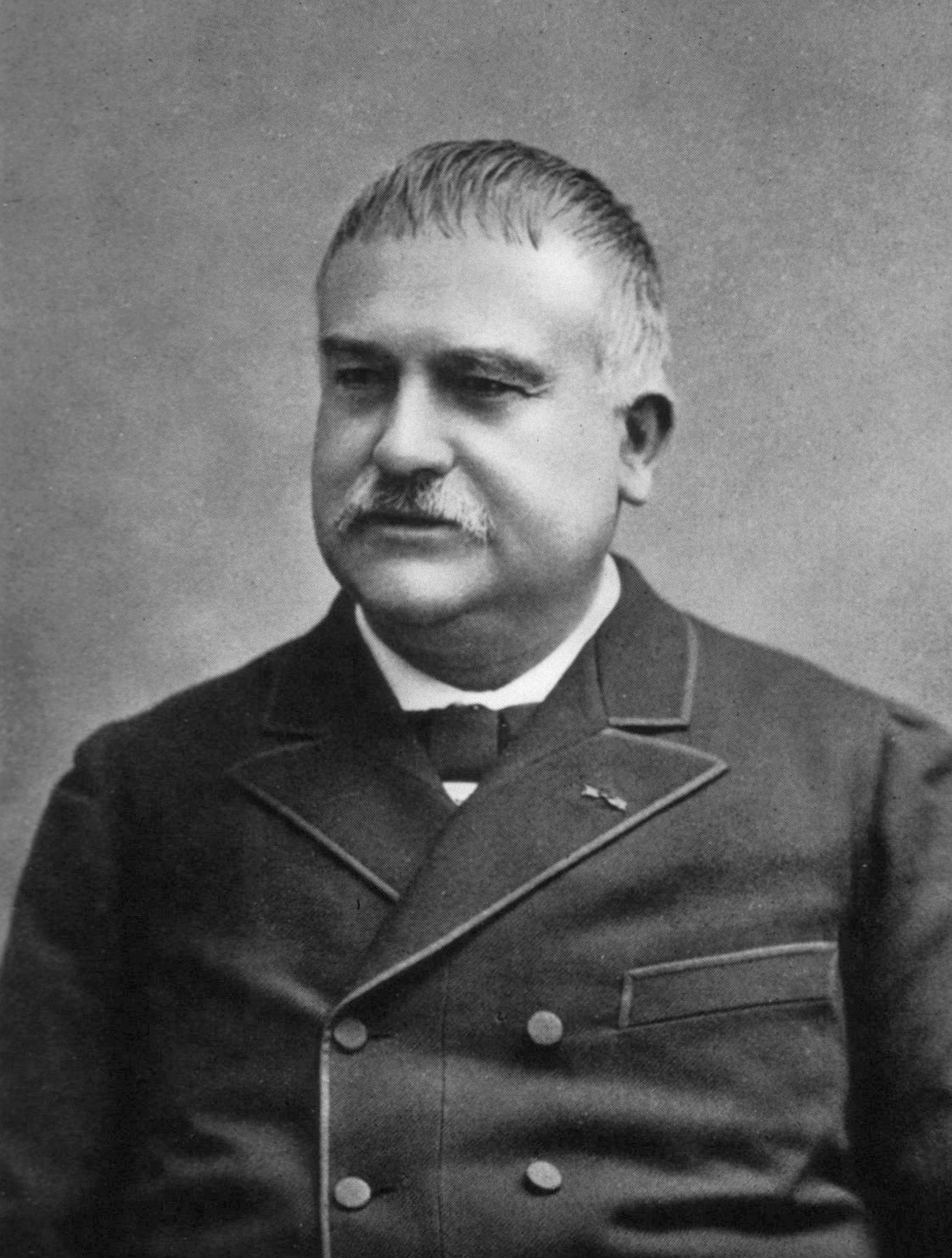
Victor Charles Hanot

Victor Charles Hanot (* 1844; † 28. Oktober 1896) war ein französischer Internist, welcher sich auf Hepatologie spezialisiert hatte. Er promovierte 1875 und arbeitete am Hôpital Saint-Antoine in Paris.
Sein Spezialgebiet war die Hepatologie, also das Studium von Lebererkrankungen, so z. B. der Zirrhose und Hämochromatose. Er gilt als Erstbeschreiber der Primär biliären Zirrhose. Sein bekanntestes Buch trägt den Titel Cirrhose Hypertrophique avec ictère chronique.

## Nach V.C. Hanot benannte Syndrome (historisch)
Der Name Hanot taucht in mehreren historischen medizinischen Deonymen auf:
- Hanot-MacMahon-Thannhauser-Syndrom: Nicht mehr gebräuchliche Bezeichnung für eine Sonderform der Primär Biliären Zirrhose (sog. xanthomatöse biliäre Zirrhose).
- Hanot-Kiener-Syndrom: Heute der Chronisch Persistierenden Hepatitis entsprechend.
- Hanot-Rössle-Syndrom: Heute Sekundäre Biliäre Zirrhose
- Hanot-Zirrhose: Heute Primär Biliäre Zirrhose